# Gregor Jerončić
Gregor Jerončić est un joueur italo-slovène de volley-ball, né le 23 juin 1974 à Šempeter pri Gorici. Il mesure 2,01 m et joue central. Il totalise 150 sélections en équipe de Slovénie. Il est marié et a un enfant.

## Clubs
| Club                        | Pays      | De        | À         |
| --------------------------- | --------- | --------- | --------- |
| Salonit Kanal               | Slovénie  | 1992-1993 | 1997-1998 |
| VfB Friedrichshafen         | Allemagne | 1998-1999 | 1999-2000 |
| Aesse Vérone                | Italie    | 2000-2000 | 2002-2003 |
| Edilbasso & Partners Padoue | Italie    | 2003-2004 | 2003-2004 |
| Gabeca Montichiari          | Italie    | 2004-2005 | 2006-2007 |
| Itas Diatec Trente          | Italie    | 2007-2008 | …         |

## Palmarès
- Championnat d'Italie (1)
  - Vainqueur : 2008
- Championnat d'Allemagne (2)
  - Vainqueur : 1999, 2000
- Championnat de Slovénie (6)
  - Vainqueur : 1993, 1994, 1995, 1996, 1997, 1998
- Coupe d'Allemagne (2)
  - Vainqueur : 1999, 2000
- Coupe de Slovénie (5)
  - Vainqueur : 1993, 1994, 1996, 1997, 1998